# Banda della Magliana
A Banda della Magliana era uma organização criminosa italiana com sede em Roma, particularmente ativa ao longo dos anos 1970 até início dos anos 1990, se misturou aos dramas políticos dos "anos de chumbo" e da estratégia da tensão durante a Guerra Fria. Ela manteve relações com a máfia e a extrema-direita italiana. Dado pela mídia, o nome refere-se ao bairro original, o Magliana, da maioria dos seus membros.
A Banda della Magliana esteve envolvida em atividades criminosas durante os anos de chumbo italianos (anni di piombo). A justiça italiana a vinculava a outras organizações criminosas, como a Cosa Nostra, a Camorra ou a 'Ndrangheta, mas sobretudo também a militantes neofascistas, como o Nuclei Armati Rivoluzionari (NAR), responsável pelo Massacre de Bolonha de 1980, aos serviços secretos (SISMI) e figuras políticas como Licio Gelli, Grão-Mestre da loja maçônica Propaganda Due (P2). Junto com a Gladio, a organização anticomunista clandestina da OTAN, a P2 esteve envolvida em uma estratégia de tensão durante os anos de chumbo, que incluíam ataques terroristas de falsa bandeira. Estes vínculos ocultos (ou seja, "run-of-the-mill") em relação a seu padrão de atividade (tráfico de drogas, apostas em corridas de cavalos, lavagem de dinheiro, etc), levaram a Banda a estar relacionada com os acontecimentos políticos do conflito que dividiu a Itália em duas durante a Guerra Fria e, em particular a eventos como o assassinato do jornalista Carmine Pecorelli em 1979; o assassinato do ex-primeiro-ministro Aldo Moro em 1978, também líder da Democracia Cristã, que estava negociando o compromisso histórico com o Partido Comunista Italiano (PCI); a tentativa de assassinato em 1982 contra Roberto Rosone; o assassinato do presidente do Banco Ambrosiano (o "banqueiro de Deus") Roberto Calvi em 1982; e também o Massacre de Bolonha em 1980. Finalmente, o misterioso desaparecimento de Emanuela Orlandi, um caso perifericamente ligado à tentativa do ex-membro dos Lobos Cinzentos Mehmet Ali Ağca de assassinar em 1981 o Papa João Paulo II, também tem sido relacionado com a quadrilha, embora o Caso Emanuela Orlandi não pode ser ligado ao "Lobos Cinzentos ", mas pode ter sido uma das atividades criminosas "run-of-the-mill" da Banda della Magliana, o sequestro de Orlandi teria sido projetado especificamente para persuadir o juridicamente imune Banco do Vaticano a restabelecer os fundos acumulados de maneira desigual aos credores do Banco Ambrosiano.

## Primórdios
O primeiro ato criminoso da Banda della Magliana foi o seqüestro do duque Massimiliano Grazioli della Rovere Lante em 7 de novembro de 1977, contra um resgate. O duque foi assassinado, mas o resgate obtido de qualquer forma. Em vez de gastar tudo, o grupo decidiu manter a poupança para investir em crime em Roma, e assumir a capital.
Ao contrário da Cosa Nostra ou a Camorra, a Banda della Magliana não foi estruturado em torno de uma pirâmide hierárquica. Era uma vez composto por várias células descentralizadas, cada um trabalhando por conta própria. Fazendo partes iguais e que vivem de dividendos obtidos a partir da associação criminosa, que rapidamente tomou conta de Roma, surpreendendo o submundo por seus métodos violentos. Se os membros foram presos, o dinheiro continuou a ser enviado para eles através de suas famílias -, enquanto os membros bem-sucedida, andando em Ferraris e Rolex, teve de manter as suas actividades criminosas, mantendo-se assim "operários do crime" (Operai del crimine).